# 1/8
1/8（8分の1、はちぶんのいち）は、0 と 1 の間にある有理数の一つであり、8 の逆数である。十進法での小数表記では 0.125 になる。

## 数学的性質
- 1 ÷ 8 列びに 2-3 に等しい。
- 1/8は、素因数に2が含まれているN進法では有限小数になる。

## 符号位置
| 記号 | Unicode | JIS X 0213 | 文字参照         | 名称   |
| ---- | ------- | ---------- | ---------------- | ------ |
| ⅛    | U+215B  | -          | &#x215B; &#8539; | 8分の1 |

## その他1/8に関すること
- 元メジャーリーガーのエディ・ゲーデル（セントルイス・ブラウンズ所属）が背番号1/8を付けた。（球団のオーナーだったビル・ベックの画策により、ファンサービスの意味合いで1試合1打席だけ出場した選手。結果は四球だった。）